# Sakuramochi
Le sakuramochi (桜餅) est un wagashi, une pâtisserie traditionnelle japonaise composée d'un mochi rose sucré et de pâte de haricots rouges, et couverte d'une feuille de cerisier à fleurs japonais (sakura) légèrement salée.
La confection du sakuramochi diffère entre les régions du Japon. De façon générale, l'est du Japon (comme Tokyo) utilise du shiratama-ko (白玉粉, farine de riz) et l'ouest (comme le Kansai) utilise du dōmyōji-ko (道明寺粉, farine de riz gluant) pour la base.
La feuille de sakura est supposée avoir des vertus antiseptiques. De fait, ce wagashi a la réputation d'éliminer les bactéries présentes dans la bouche, dont celles à l'origine des caries dentaires.

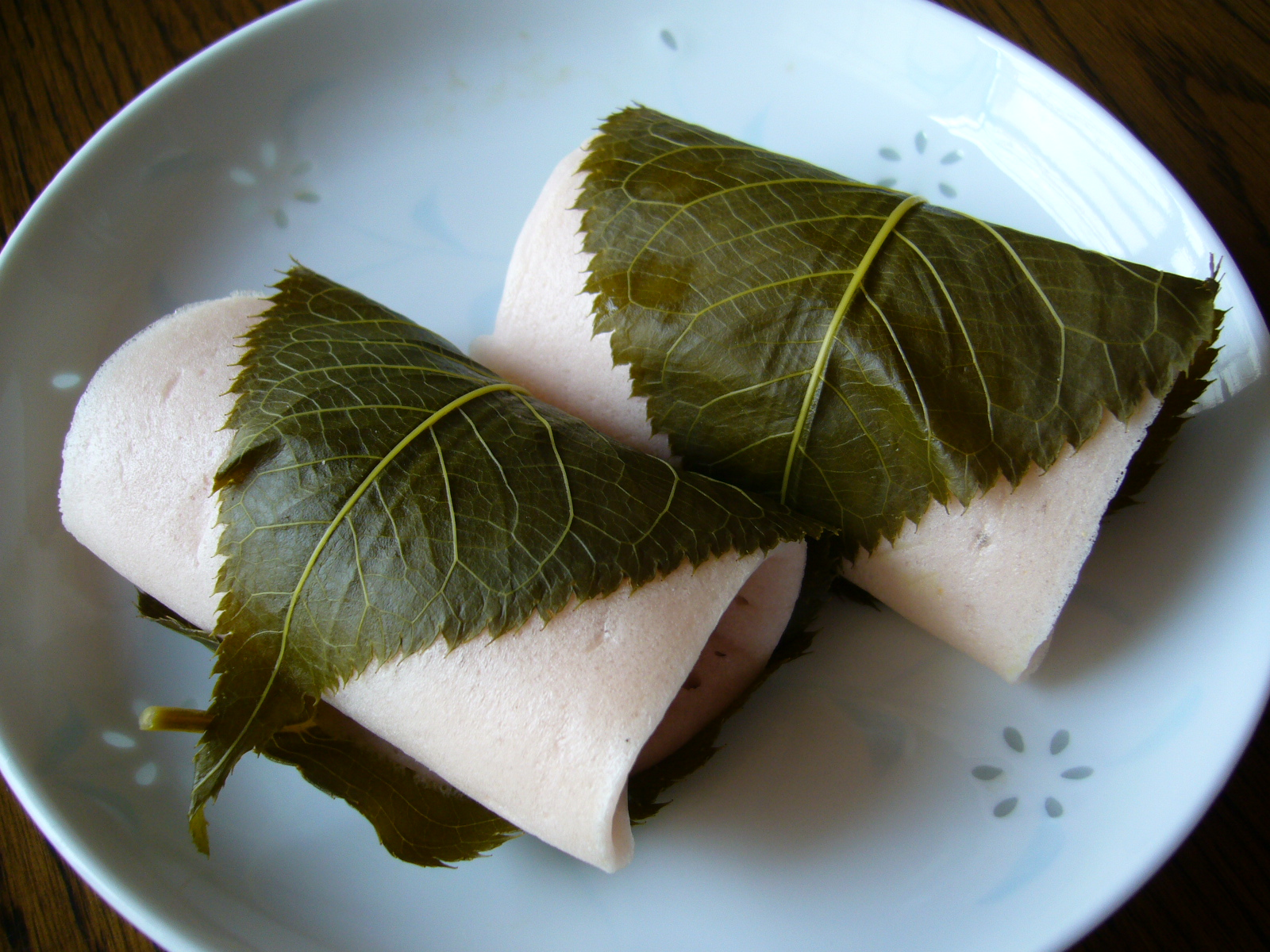
Sakuramochi (à la façon de Tokyo).
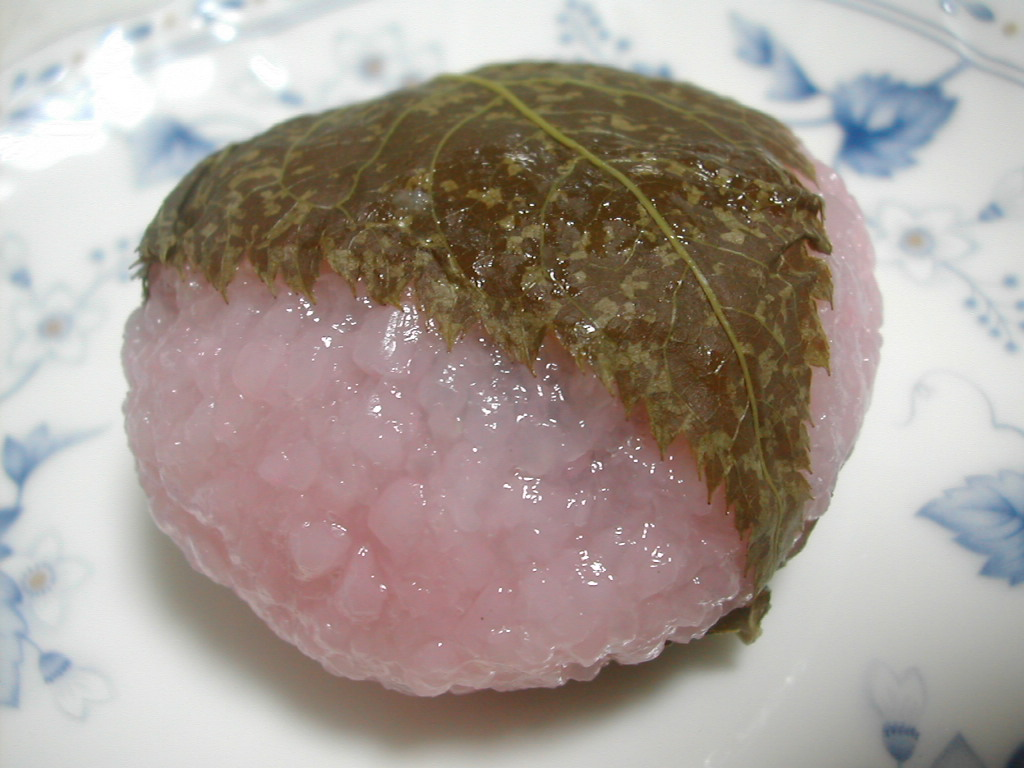
Sakuramochi (à la façon du Kansai).
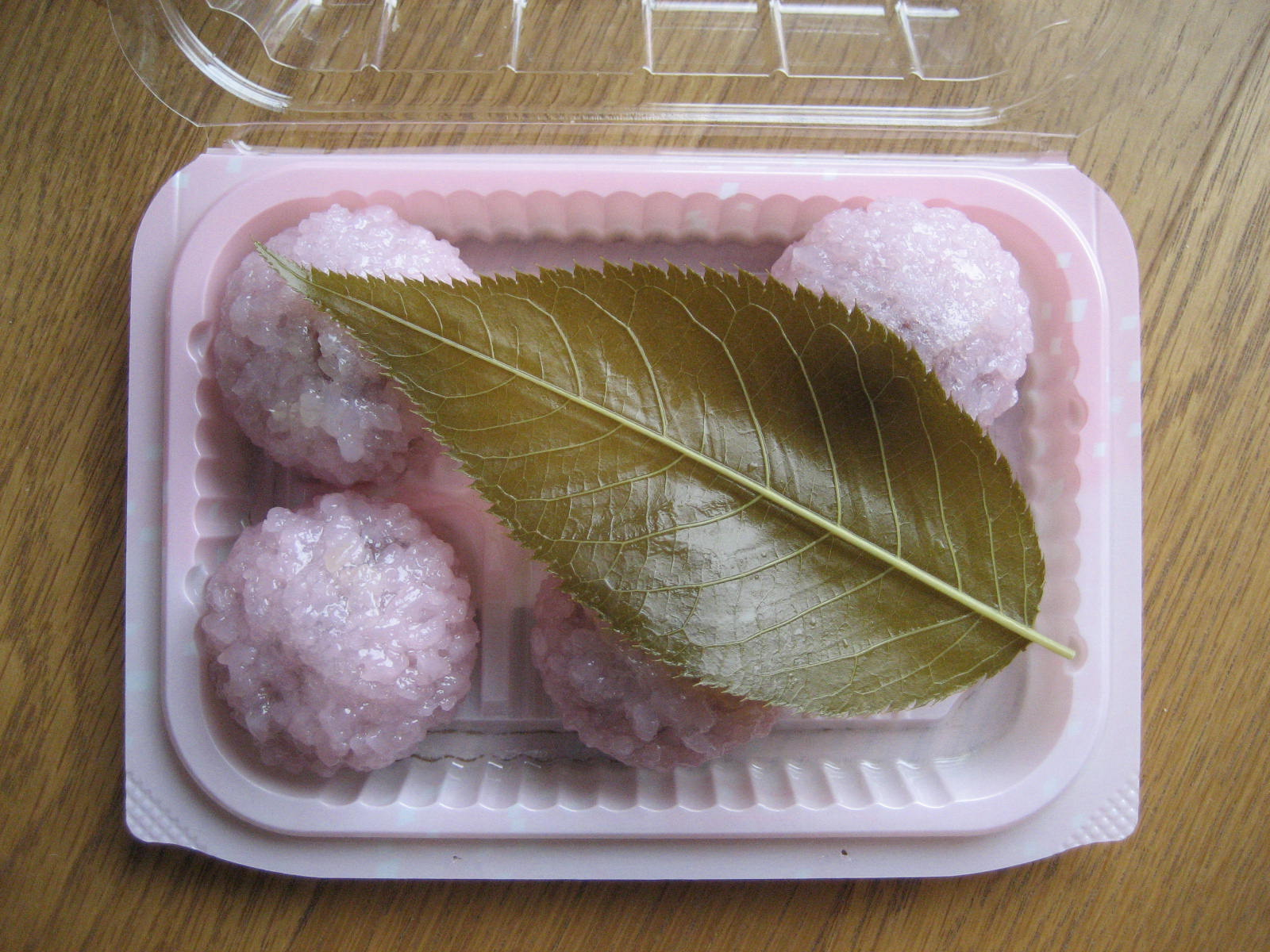
Sakuramochi (variante de la façon Kansai).